# ぷよぷよフィーバー
『ぷよぷよフィーバー』は、2003年11月にセガより開発・発売されたアーケードゲーム（NAOMI基板）であり、落ち物パズルゲーム、ぷよぷよシリーズのひとつ。後に、多数のコンシューマーゲームや携帯電話アプリに移植された。

## 概要
ぷよぷよシリーズ第5作目であり、フィーバーシリーズの初作となる作品。タイトルの「フィーバー」の由来は、ぷよぷよの伝統に基づき「5」作目の「Five」と「Fever」を捩って付けられている。日本国外でのタイトルは 『Puyo Pop Fever』。
従来のぷよぷよシリーズを開発していたコンパイルの倒産に伴い、本作ではソニックチームがぷよぷよ全般の権利を引き継ぎ、マイルストーンが開発に協力した。
旧作より世界観やキャラクター、絵柄の大幅変更が行われ、メインの主人公はこれまでのアルルから新キャラクターのアミティに変更され、さらに新システム「フィーバーモード」が搭載された。
アーケード版は対人戦の専用モードが無く、「とことんフィーバー」以外のいずれかをプレイ中に乱入することによって対戦することが可能となっている。
単純に内容の一新を行ったわけでなく、旧シリーズにあった特徴も参考にして受け継いでいる。たとえば、骨キャラはぷよを回転しないことや、『ぷよぷよSUN』に存在していた複数のキャラクターによる互いにリンクするシナリオ、連鎖時のカットイン演出などが引き継がれており、「フィーバーモード」も『ぷよぷよ〜ん』の一発逆転システム「特技」を別の形で継承したともいえる。
『よ〜ん』で上がったキャラクターの頭身は再び低くなり、絵柄も平面的でポップな色使いのものに一新されている。さらに、『SUN』以降は減少気味だった「人間型以外のモンスター」も増加された。
発売当時はプロモーションにも非常に力を入れており、松浦亜弥がキャンペーンガールとして起用された。
2005年には続編として『ぷよぷよフィーバー2【チュー!】』が発売され、2006年には本シリーズの流れを汲む記念作品として『ぷよぷよ! Puyopuyo 15th anniversary』が発売された。

## 制作

### 背景
かつて、ソニックチームはソニックカフェというウェブサイト内で『ぷよぷよ』のiアプリ版の配信を行っていた。
その後、セガは分社化の準備を進めるにあたり、各社の個性を出す方針を立てる。同時に、コンパイルから権利を取得した『ぷよぷよ』の開発・販売はどこが行うのかという話になり、中裕司率いるソニックチームが立候補し、ゲームボーイアドバンス用ソフト『みんなでぷよぷよ』の開発・販売に乗り出した。
同作の経験を生かして、ソニックチームが本作を開発することとなり、元コンパイルのスタッフによって設立されたマイルストーンも参加した。

### 開発
開発当時は落ち物パズルのブームはすでに終息していたものの、ソニックチームはシリーズの魅力の再発掘に力を注いでいた。
また、当時のソニックチームは幅広い世代のゲームソフトを全世界に向けてマルチプラットフォームで展開するという方針を立てており、本作は初めてこの方針に沿ったタイトルとして開発された。
中は連鎖が不得意だったため、誰でも簡単に連鎖ができるシステムがあるとよいと考えていた。また、これまでのナンバリングタイトルでは太陽ぷよといった新しい試みが行われていたため本作でも変化が求められ、その結果誰でも簡単に連鎖が組めるフィーバーモードが導入された。
それでも、中にとってはまだ物足りなかったため、L字の3つ組みのぷよを増やすという施策が取られた。

### キャスティング
メインキャラクターの一人であるアミティ役には菊池志穂が起用され、アルルとクルークは園崎未恵が担当した。園崎は、複数の候補者の中から自分が選ばれたと2021年の電撃オンラインとのインタビューの中で話している。園崎は『魔導物語』時代からキャラクターに親しんでおり、選ばれたときは光栄な気持ちがあった一方、ファンも多く、様々なキャストが演じてきたキャラクターであるがゆえに、ユーザーの1人として不安や戸惑いがあったと話している。園崎はアルルを演じるにあたり、初代アルルを参考にした。
一方、園崎は本作を初出とするクルークについては自由に演じたとも話している。
並木のり子はラフィーナ、リデル、おにおんの3キャラクターを兼任しており、このうちラフィーナの演技ではすごく明るく、リデルの時ではおとなしめに演じたと「ぷよぷよフェスタ2012」のトークショーの中で話している。また、おにおんは自由に演じたともしている。
仲西環も、ユウちゃん＆レイくん、カーバンクルの3キャラクターを演じており、ユウちゃんの時はやりすぎなぐらい明るく演じた一方、レイくんの時は脱力感を意識したと前述のトークショーの中で話している。一方、カーバンクル役に決まった際は、人気のあるキャラクターを演じることに対して自信を無くしたが、実際に第一声を発したとたんに自分しかカーバンクルを演じられる者がいないと考えが変わったと振り返っている。
どんぐりガエルとさかな王子の二役を演じた若林直美は、いずれのキャラクターも収録時に戸惑ったと話している。若林はその理由として、どんぐりガエルは「ケロケロ」としか話さないこと、さかな王子はしゃべる言葉がすべてカタカナであることをそれぞれ挙げている。

## 主な特徴
- "連鎖のタネ"で一発逆転の可能性がある新システム「フィーバーモード」を搭載。
- 新たな組ぷよの登場。
- 世界観とキャラクターのラインナップを一新。
  - 従来シリーズから継続して登場するキャラクターはアルルとカーバンクルのみ。
- キャラクターにより組ぷよの数やパターン、攻撃力が異なる。

以下は「フィーバー」ルールについて解説する。「クラシック」ルールについては旧来の『ぷよぷよ通』のルールに準拠したものになる。

### 組ぷよ（落下してくるぷよ）について
- これまでの作品と異なり、2個組のみならず3個組や4個組の組ぷよも登場する。2個組は従来通り棒型、3個組は必ず2個+1個のL字型、4個組は必ず正方型であり、それ以外の型は存在しない。
- 組ぷよは何個組であろうと最大2色であり、2色に分かれた状態か、全て1色で落ちてくる。
  - 3個組の場合は必ずLの字型で出現し、縦横どちらかの色が必ず2つ繋がった状態で落ちてくる。例えば赤赤青とL字型に繋がったものはあっても、赤青赤のようにばらばらに繋がったものはない。
  - 4個組の場合は、例えば赤赤の2個組ぷよと青青の2個組ぷよが正方型にくっついて4個組になったものか、4個すべてが1色の大きいぷよ[注 3]の2種類のみである。大きいぷよは回転しない代わりに回転ボタンを押すと色が変わり、フィールド上に着地すると4個分のぷよに分裂する。
- 使用するキャラクターによって、何個組がどういった割合で出るか、その周期の規則の順番、といった組ぷよの出現パターンが決まっている。3個組については、2色のうち片方が縦横どちらの向きになるかも順番によって固定されている[注 4]。ただし、アルルに限り旧作品と同様に、2個組のみが出現するパターンとなっている。
- 今作でのぷよの消え方の演出はキャラクターに関係なく、全て共通（従来のノーマル型準拠）となっている。これは、『フィーバー2』以降のシリーズも同様。

### 共通ルール
- 前述の組ぷよの関係から従来の作品と異なり、左から3列目4列目が詰まってもゲームオーバーとなる。また、目印として中央の2列の最上段には×印が表示されるようになった。
  - この×印は『ぷよぷよ通』準拠の「クラシック」ルールの左から3列目にも同様に表示され[注 5]、以後の作品[注 6]にルール問わず標準でつけられるようになっている（カウント表示がある場合を除く）。
- 相手からおじゃまぷよが送られ予告ぷよがある状態でも、ぷよを消してわずかでも相殺をすればその直後はおじゃまぷよは降ってこない。これに伴い、相殺を続ける限り予告ぷよを保留しつづけることができる。

#### 通常フィールド（非フィーバーモード）
- 全消しをした場合は、即座に連鎖ができるようにぷよが積まれた4連鎖相当の連鎖のタネが降ってくる[注 7]。このタネは、余分なぷよも付加されているため、すぐに再度の全消しはできない（後述のフィーバーモードのタネも同様）。また、ボーナスとしてフィーバーモード（後述）の制限時間が5秒追加される。
- 1連鎖（1回分）相殺するたびに、防御側と攻撃側でそれぞれ以下のことが起こる。
  - 相殺した側：自分側のフィーバーカウント（画面中央の7つのゲージ。フィーバーゲージとも呼称される）が1個たまる。
  - 相殺された側：フィーバータイム（フィーバーモードの際の制限時間）が1秒増える。初期状態は15秒で、最大30秒まで溜まる。
- フィーバーカウントが7個溜まると、現在の自分のフィールドが後ろに保留され、後述の「フィーバーモード」に突入する。ただし、フィーバーカウントが7個たまっても、その時点で×印にぷよが乗っている場合は、フィーバーモードには突入できずにそのままゲームオーバー（敗北）となる。

### フィーバーモード
- フィーバーモードに突入すると、まっさらなフィールドに連鎖のタネが次々と降ってくる。最初は原則として5連鎖分の量で、期待の連鎖数が5のタネである。通常フィールドで全消しをすると同時にフィーバーモードに突入した場合は、ボーナスとして原則よりも2つ大きい連鎖（7連鎖分）のタネから開始となる。
- フィーバーモードでは1度でもぷよを消すと、連鎖の結果問わずにフィールドがクリアされて次の連鎖のタネが降ってくる。ぷよを消さない限りはフィールドの状態が保持される。
- 降ってきた連鎖のタネをどのように消したかによって、次に降ってくる連鎖のタネの大きさに影響が出る。
  - 基本的には最初に降ってきた連鎖のタネの期待される連鎖数が何連鎖分かに関係なく、次に降ってくるのは“行った連鎖数”よりも1つ大きい連鎖のタネとなっている。
    - 例：5連鎖のタネを発火して5連鎖した→次に降ってくるのは6連鎖のタネ
    - 例：5連鎖のタネを自分で拡張して6連鎖した→次に降ってくるのは7連鎖のタネ
    - 例：5連鎖のタネを消して4連鎖しかできなかった→次に降ってくるのは5連鎖のタネ
    - 例：5連鎖のタネを消して2連鎖しかできなかった→次に降ってくるのは3連鎖のタネ

  - 例外として「期待よりも4つ以上小さい連鎖数」で消した場合は、次に降ってくるのは“今回の期待の連鎖数”よりも2つ小さい連鎖のタネである。
    - 例：5連鎖のタネを単発消しした→次に降ってくるのは3連鎖のタネ
    - 例：6連鎖のタネを消して2連鎖しかできなかった→次に降ってくるのは4連鎖のタネ

  - また、連鎖のタネは最小で3連鎖分、最大で15連鎖分であり、3連鎖または4連鎖のタネを失敗した場合と、連鎖のタネを15連鎖以上で消した場合は前記のケースには当てはまらない。
  - 連鎖のタネで全消しをした場合、次に降ってくる連鎖のタネは”行った連鎖数+3”とさらに大きくなる。例外として13連鎖以上で全消しを行った場合、次の連鎖のタネは15連鎖分までとなる。
    - 例：5連鎖のタネを自分で拡張して6連鎖＆全消しした→次に降ってくるのは9連鎖のタネ
- フィーバーモードに突入する“以前に”相手から送られてきた、または送られている途中の頭上のおじゃまぷよは後ろに保留されて、この間は一切降ってこない。フィーバーモード突入“以降に”相手が攻撃を始めた場合、フィーバー内におじゃまぷよが送られてくる。
- 非フィーバーモード時に比べて、連鎖の進むペース（連鎖中の落下・消去速度）が速い。また、連鎖が完了してから相手におじゃまぷよを降らせるまでの間も短い。
- フィーバーモードにはフィーバータイムという制限時間（最小15秒、最大30秒）がある。フィーバータイムがゼロになった後、ぷよを消さずに置いた場合は即座に、ゼロになった後に消した場合または連鎖が進行中の場合は連鎖が終わると同時にフィーバーモードが終了し、通常フィールドに戻る。この時、相手からのおじゃまぷよが残っている場合は、前者では即座におじゃまぷよが自分のフィールドに降ってくるが、後者の場合はすぐには降って来ず、相殺ができなくなった（相殺せずにぷよを置いた）時点で降ってくる。なお、前者の状態で、制限時間が表示されている部分にぷよを置いてしまっても、ゲームオーバーにはならず、通常フィールドへ戻ることになる。
- より大きな連鎖をすれば、連鎖が終了するたびに若干フィーバータイムが回復する。
- フィーバーモードが終了すると、フィーバーカウントはゼロに戻り、以前のフィールドが再開される。おじゃまぷよが残っている場合は、フィーバー内に送られていた分と合算される。
- 再度フィーバーカウントを7個貯めることによって、再びフィーバーモードに突入できる。その際の連鎖のタネの大きさは、前回のフィーバーモードの続きになる。

### 予告ぷよ
本作の予告ぷよは、小ぷよ（1個）、大ぷよ（6個/1列）、岩ぷよ（30個/5列）、星ぷよ（180個/30列）、月ぷよ（360個/60列）、王冠ぷよ（720個/120列）となっている。『ぷよぷよSUN』から比較すると、彗星を王冠に入れ替えた形となり、本作および次作『フィーバー2』では1440個に相当する予告ぷよは存在しない。

### 連鎖ボイス
旧来の作品では1連鎖目から7連鎖以降までボイスが順番に再生されるのが主流だったが、本作では連鎖ボイスの法則が大幅に変更された。
連鎖をすると最初に基本となるボイスが順に再生され、最後の連鎖でフィニッシュ用のボイスが再生される。アミティを例に取ると、2連鎖の場合は「えい、フレイム」、5連鎖の場合は「えい、いっくよー、もっといくよ、せーの、フレイム」となる。フィニッシュボイスは1キャラにつき5種類あり、連鎖が大きいほど、またぷよを消した個数が多いほど高位のボイスが登場するようになっている。フィニッシュボイス再生時にはそれぞれのボイスに合わせたカットイン演出が発生する。
最も特徴的なのは、「えい、いっくよー、もっといくよ、せーの、アクセル、アクセル、ブ・ブ・ブリザード」のように、フィニッシュボイスの前に特定のボイスが複数回再生され、再生回数分だけフィニッシュボイスの語頭が重複するという演出である。これはぷよぷよの派生元作品『魔導物語』での「ダイアキュート」という強化呪文と同様の演出であり、アルルはそのまま「ダイアキュート」になっているほか、他のキャラクターも「アクセル」や「我に力を！」、「必殺！」など強化をイメージしたボイスになっている場合が多い。
ただし、携帯端末版やスマートフォン版など一部機種ではこの演出がなく、従来通りボイスを順番に再生するのみに留まっている。

## 移植版

### コンシューマーゲーム版
- ぷよぷよフィーバー（PlayStation 2、2004年2月4日） - 最初の移植作で、ふたりでぷよぷよ、とことんぷよぷよにタスクモード・オリジナルモードを追加。独自要素としてぷよの消去時に、連鎖に応じて3D風の立体表示となる『カメラアクション』が導入されている[注 9]。DC版以降の後期移植に比べ隠し要素は非常に少なく、移植度も若干低い。
  - 2005年2月4日には、廉価版「PlayStation 2 the Best」として『ぷよぷよフィーバー お買い得版』が発売された。
- ぷよぷよフィーバー（ドリームキャスト、2004年2月24日） - トラップモードを追加[注 10]。一部モードの仕様変更、パッケージでのギミック（懸賞付き間違い探し）、ドリームキャストのメニュー画面のカスタマイズなど、他機種版には無いおまけ要素を多数追加している。
  - 2005年2月4日には、廉価版「ドリコレ」として『ぷよぷよフィーバー お買い得版』が発売された。
- ぷよぷよフィーバー（ニンテンドー ゲームキューブ、2004年3月24日） - RenderWareによるPS2版からの移植のため、内容はPS2版とほぼ同内容。メモリーカード使用ブロック数はセーブデータは1、リプレイは5。
  - 2005年2月4日には、廉価版として『ぷよぷよフィーバー お買い得版』が発売された。
- ぷよぷよフィーバー（Xbox、2004年4月24日） - RenderWareによるPS2版からの移植のため、内容はPS2版とほぼ同内容。Xbox 360のハードディスクドライブによる上位互換に対応している。
  - 2007年12月5日より、Xbox LiveのXbox クラシックスでダウンロード販売が開始された。
- ぷよぷよフィーバー（Mac OS X、2004年6月24日） - パッド同梱版も発売[6]。
- ぷよぷよフィーバー（ゲームボーイアドバンス、2004年7月24日） - 容量の都合上、漫才デモのボイスはカットされている。1カートリッジ対戦対応[注 11]で、最大4人対戦が可能となっている。
- ぷよぷよフィーバー（Windows XP、2004年9月24日） - パッド同梱版も発売。ネットワーク対戦が可能。
- ぷよぷよフィーバー for Pocket PC[1]（Windows CE、2004年10月24日） - ダウンロード販売。
- ぷよぷよフィーバー for Palm OS[1]（Palm OS、2004年11月24日） - ダウンロード販売。
- ぷよぷよフィーバー（ニンテンドーDS、2004年12月24日） - DSワイヤレス、ダウンロードプレイ対応[注 12]。「ぷよぷよ」シリーズで史上初となる、最大8人での対戦が可能なのが特徴[注 13]。「ひとりでぷよぷよ」のマップ画面や、キャラクターの勝利台詞が追加されている。プレイ中の対戦フィールドの表示は上画面で行われ、下画面にはキャラクターのイラストが表示され、連鎖やダメージに応じて動いたり、表情が変化する[注 14]。前述のGBA版と連動しており、GBA版カートリッジを初代DSおよびDS Liteのダブルスロットに同時に挿すことにより、キャラクターの画像を見ることができる[注 15]。
- ぷよぷよフィーバー（PlayStation Portable、2004年12月24日） - セガのPlayStation Portable参入第1弾タイトル。本体1台で2人対戦を行うフェイス・トゥ・フェイスモード搭載。ゲームシェアリングには対応していない。
- ぷよぷよフィーバー（Windows XP、2008年3月18日） - 価格改定版として発売。Windows Vistaにも対応している。新ネットワーク対戦に使えるID付きだが、2008年6月24日より正式サービス開始のver2.0にアップグレードする必要がある。ぷよぷよフィーバーWin版の公式サイトで無償でアップグレードすることができるが、ver1.12以下は有償（有料）で払う必要がある。

### 携帯アプリ版
- ぷよぷよフィーバー（iアプリ、2004年5月24日） - ひとりでぷよぷよ、とことんフィーバーを収録。はらはらコースなし。以下の携帯端末版も含め、一部タイトルを除いてふたりでぷよぷよは未搭載。
- ぷよぷよフィーバー（S!アプリ 256K、2004年6月24日） - ひとりでぷよぷよ、とことんフィーバーを収録。はらはらコースなし。
- ぷよぷよフィーバーミニ（S!アプリ 100K、2004年6月24日） - とことんフィーバーのみ。
- ぷよぷよフィーバー（EZアプリ (Java)・EZアプリ（BREW）、2004年8月24日） - ひとりでぷよぷよ、とことんフィーバーを収録。はらはらコースなし。
- ぷよぷよフィーバーDX（S!アプリ 256K、2005年12月14日） - ひとりでぷよぷよ、とことんフィーバーを収録。はらはらコースも収録（以下の『対戦 - 』を除く『 - DX』も同様）。
- ぷよぷよフィーバーDX（iアプリ 900系、2006年2月3日）
- ぷよぷよフィーバーハバネロ（iアプリ 900系、2007年1月24日） - ひとりでぷよぷよ、セレクト対戦、とことんフィーバーを収録。タイトル画面やゲーム中のグラフィックは次作『フィーバー2』の物が使用されているが、ゲームベースは初代『フィーバー』で本作限定のオリジナルストーリーとなっており、難易度が飛躍的に増加している。ダウンロード許可を得るためにはクイズを全問正解する必要があるが、ダウンロード後の起動制限は無い。
- ぷよぷよフィーバーハバネロ（S!アプリ 3G、2007年2月1日） - 同上
- ぷよぷよフィーバーハバネロ（EZアプリ（BREW 3.1）、2007年2月1日） - 同上
- ぷよぷよフィーバー（東芝gigabeatV401・V801、2007年6月1日） - 本体にプリインストール済。
- ぷよぷよフィーバーDX（Willcom CLUB AIR-EDGEアプリ、2007年12月11日） - ひとりでぷよぷよ、とことんフィーバーを収録。はらはらコースも収録。
- ぷよぷよフィーバーDX（EMnetゲームアプリ、2008年3月28日）
- ぷよぷよフィーバーハバネロ（Willcom CLUB AIR-EDGEアプリ、2008年8月6日）
- 対戦ぷよぷよフィーバーDX（iアプリ、2008年11月19日） - ふたりでぷよぷよのみ。ネットワーク対戦に対応。
- ぷよぷよフィーバーXマスVer（iアプリ、2008年12月10日） - 期間限定タイトル。
- ぷよぷよフィーバーTOUCH（iPhone/iPod touch、2009年1月22日） - ひとりでぷよぷよ、とことんフィーバーを収録。『DX』と同様だが、フリック入力もしくはコントローラ表示によるタッチ操作に対応。
- 対戦ぷよぷよフィーバーDX（S!アプリ/EZアプリ、2009年3月26日） - ふたりでぷよぷよのみ。前述のiアプリ版も含めた3キャリア対戦に対応。
- ぷよぷよフィーバーDX（BT ver.）（iアプリ、2009年5月22日） - ひとりでぷよぷよ、とことんフィーバーに加え、ふたりでぷよぷよを追加収録。ふたりでぷよぷよはBluetooth対戦に対応。
- ぷよぷよフィーバーTOUCH（Android、2010年4月1日）
- ぷよぷよフィーバーTOUCH for iPad（iPad、2010年5月28日）
- ぷよぷよフィーバーTOUCH for Windows Phone（Windows Phone、2010年7月21日）
- みんなで対戦!ぷよぷよフィーバー（Android/iアプリ/S!アプリ/EZアプリ、2013年4月26日） - 基本プレイ無料。ふたりでぷよぷよのみ。スマートフォンとフィーチャーフォン間のクロス対戦も実現。

## 登場キャラクター
通常キャラクター
アミティ（主人公）、ラフィーナ（主人公）、リデル、タルタル、クルーク、アコール先生、おしゃれコウベ、どんぐりガエル、こづれフランケン、おにおん、さかな王子、ユウちゃん、ほほうどり、アルル
隠しキャラクター（ボス）
ポポイ、カーバンクル

## ストーリー
魔導学校の教師、アコール先生の持つ「飛翔の杖（ひしょうのつえ）」がどこかへ消えてしまった。先生は、杖を見つけてくれた人に何かごほうびをくれるという。魔導学校の生徒らは報酬（ごほうび）をかけて、ぷよ勝負で杖を探す。
本作の「ひとりでぷよぷよ」は3種類のコースに分かれており、それぞれが別のストーリーとなっている。「るんるんコース」と「わくわくコース」ではアミティを、高難度の「はらはらコース」ではアミティのライバルであるラフィーナを操作する。場合によっては、プレイヤー側とCPU側でぷよの色数が異なることもある。
本作では、前作までの主人公であるアルルたちの住む世界は「（本作の世界から見て）異世界」とされており、アルルとカーバンクルは「別の世界から飛ばされてきた謎の来訪者」という扱いで敵キャラクターとして登場する。
| 『ひとりでぷよぷよ』対戦表 | 『ひとりでぷよぷよ』対戦表 | 『ひとりでぷよぷよ』対戦表 | 『ひとりでぷよぷよ』対戦表 |
| ステージ                   | るんるんコース             | わくわくコース             | はらはらコース             |
| 主人公                     | アミティ                   | アミティ                   | ラフィーナ                 |
| -------------------------- | -------------------------- | -------------------------- | -------------------------- |
| 1                          | リデル                     | ラフィーナ                 | おにおん                   |
| 2                          | タルタル                   | おしゃれコウベ             | クルーク                   |
| 3                          | アコール先生               | リデル                     | さかな王子                 |
| 4                          | -                          | どんぐりガエル             | タルタル                   |
| 5                          | -                          | クルーク                   | ユウちゃん                 |
| 6                          | -                          | こづれフランケン           | ほほうどり                 |
| 7                          | -                          | アルル                     | アコール先生               |
| 8                          | -                          | ポポイ                     | ポポイ （カーバンクル）    |

また、一部機種の「ひとりでぷよぷよ」では、隠しコマンドを入力することにより任意のキャラクターを使用できるようになる。ただし、この場合はストーリーがカットされ、ハイスコアも登録できない。

### ぷよぷよフィーバーハバネロ
本編と同様に3種類のコースに分かれている。本作オリジナルの「あつあつコース」および「ぴりぴりコース」はどちらも高難易度であり、一部のステージではぷよの操作が左右反転する。一応、初心者向けの「るんるんコース」も収録されているが、こちらは本編と全く同じ。「るんるんコース」と「あつあつコース」ではアミティを、超高難度の「ぴりぴりコース」ではラフィーナを操作する。「あつあつコース」と「ぴりぴりコース」の物語は、野外学習中にはぐれたアミティとラフィーナが仲間を探す様子をそれぞれの視点から描いている。
| ハバネロ版『ひとりでぷよぷよ』対戦表 ※『るんるんコース』は上記の本編と同じため割愛。 ※太字のキャラクターとの対決は、ぷよの操作が左右反転する。 | ハバネロ版『ひとりでぷよぷよ』対戦表 ※『るんるんコース』は上記の本編と同じため割愛。 ※太字のキャラクターとの対決は、ぷよの操作が左右反転する。 | ハバネロ版『ひとりでぷよぷよ』対戦表 ※『るんるんコース』は上記の本編と同じため割愛。 ※太字のキャラクターとの対決は、ぷよの操作が左右反転する。 |
| ステージ | あつあつコース | ぴりぴりコース |
| 主人公 | アミティ | ラフィーナ |
| --- | --- | --- |
| 1 | ユウちゃん | どんぐりガエル |
| 2 | さかな王子 | ほほうどり |
| 3 | おしゃれコウベ | こづれフランケン |
| 4 | おにおん | タルタル |
| 5 | こづれフランケン | クルーク |
| 6 | ほほうどり | リデル |
| 7 | どんぐりガエル | アコール先生 |
| 8 | ラフィーナ | ポポイ |

## ぷよぷよフィーバー 〜ぷよぷよ15周年カーニバル版〜
2006年の3月から12月にかけて、24日を含む1週間限定でプレイすることができたWindows用のオンラインゲーム。製品版のWindows版ぷよぷよフィーバーをオンライン対戦専用に改変したソフトウェアである。無料でダウンロードでき、参加費無料でプレイ可能だった。
キャラクターは、アルル・カーバンクル・ポポイを除いた中から毎月事前に決められた3名のみ使用できる。通常は「乱入されたよ」と表示され人間同士の対戦になるが、まれに「プレゼントチャンス！」と表示されCPUが操るプレミアムキャラとの対戦になる。これに勝つと懸賞に応募することができる。
プレミアムキャラクターは、「アルル」・「カーバンクル」・「ゲストキャラ」の3名で、3名とも懸賞品が異なる。ゲストキャラは主にセガの他のゲームのキャラクターになっており、専用のアニメーション、連鎖ボイス、そしてBGMが用意されている。アニメーションはアミティ、アルル、カーバンクルのそれをアレンジしたものになっている。彼女たち3名のカットインのエフェクトは炎、氷、雷、花、光となっているが、ゲストキャラは4番目の花のエフェクトがイメージに合うように変更されている。炎のエフェクトは削除されていることが多い。BGMも出典から取られており、Windows Media Audio(WMA)を用いていることもあり、一部のBGMは歌が付いている。なお、15周年カーニバル版では、アルルだけでなく、カーバンクルとゲストキャラも組ぷよは全て2個ぷよのみである。
特に表記しない限り、専用BGMが用意されている。通常BGMとは、ゲストキャラでない者との対戦と同じBGMという意味であり、通常時ならば「みんなで対戦！朝までぷよぷよ」、フィーバー時ならば「フィーバーモード突入！」のことである。なお、プレイヤー側がフィーバーになった場合でも専用BGMが流れる。
| 月日          | ゲストキャラの『出典』と名前                                  | BGM | エフェクト       | 備考                                                                        | 注     |
| 3月（23-29）  | 『ソニックライダーズ』のソニック・ザ・ヘッジホッグ            | フィーバー時：通常BGM | つむじ風とリング | 『-ライダーズ』は、当時のソニックシリーズ最新作                             | [ 8 ]  |
| 4月（20-26）  | 『赤ちゃんはどこからくるの?』の主人公（あかどこ）             | 通常時：タイトルテーマ曲「赤ちゃんはどこからくるの?(メインタイトル)」 フィーバー時：「天国と地獄[完全版]」。                                                                                     | バラ吹雪         |                                                                             | [ 9 ]  |
| 5月（24-30）  | 西口プロレス所属のお笑い芸人長州小力                          | 通常時：へっぽこ魔王最強伝説（ポポイ戦のBGM） フィーバー時：通常BGM | ハート           | 書き下ろしのデフォルメキャラグラフィック使用                                | [ 10 ] |
| 6月（22-28）  | 初代『バーチャファイター』の結城晶                            | | 光の粒           | グラフィックは初代仕様                                                      | [ 11 ] |
| 7月（20-26）  | 『サクラ大戦』の真宮寺さくら                                  | 通常時：通常BGM、フィーバー時：主題歌「檄！帝国華撃団」のサビ部分 | 桜吹雪           | サクラ大戦シリーズ10周年記念として参戦。 なお、氷エフェクトも桜吹雪である。 | [ 12 ] |
| 8月（24- 30） | 『ファンタシースターユニバース』のカレン・エラ                | 通常時：主題歌「Save This World」 | 星               | 書き下ろしのデフォルメキャラグラフィック使用                                | [ 13 ] |
| 9月（21-27）  | セガトイズの新ホビー『爆丸』                                  | 通常時、フィーバー時：共に通常BGM | 亀甲状の結晶     | 当時はまだアニメ『爆丸バトルブローラーズ』の放映が決定していない            | [ 14 ] |
| 10月（19-25） | 『シャイニング・フォース イクサ』のシリル                     | | 光弾             | バストアップのグラフィック                                                  | [ 15 ] |
| 11月（22-28） | 『スーパーモンキーボール ウキウキパーティー大集合』のアイアイ | | バナナ           |                                                                             | [ 16 ] |
| 12月（20-26） | 『ぷよぷよ! Puyopuyo 15th anniversary』のサタン               | 通常時：「時空を超えて久しぶり！」（ぷよぷよ!でのアルルの戦闘曲。初代ぷよぷよの戦闘曲「THEME OF PUYOPUYO」のアレンジ） フィーバー時：「FEVER！FEVER！FEVER！」（ぷよぷよ!でのフィーバー時のBGM） | 紫色の魔法弾     |                                                                             | [ 17 ] |

## CM出演者
ぷよぷよフィーバー（ゲームボーイアドバンス版）
松浦亜弥
前田健

## サウンド・トラック
2007年7月26日に、株式会社ウェーブ・マスターから『ぷよぷよフィーバー1&2 サウンド・トラック』のアルバム名で、本作と次作『ぷよぷよフィーバー2』のサウンドトラックが発売された。

### 収録曲
1. ぷよぷよフィーバー/タイトルテーマ
2. スタート/タイトルスタートシングル
3. メニューだよ/メニューBGM
4. 先生の授業ですよ/ルール説明・フィーバー2プリンプ魔導学校BGM
5. いつかの時代…どこかの世界…/オープニング・フィーバー2未完の塔BGM
6. ぷよぷよ漫才〜おっとり系〜/漫才BGM1
7. ぷよぷよ勝負、いっきまーす!/対戦BGM1
8. 楽しいぷよぷよ地獄!/対戦BGM2
9. や・ば・い・で・す/ピンチBGM
10. LOSE（ばたんきゅ〜）/敗北シングル
11. ぷよフィ漫才〜ドタバタ系〜/漫才BGM2
12. みんなで対戦!朝までぷよぷよ/対戦BGM3（アルル、対人戦）
13. 我輩は魔王だニャ/最終ボス漫才BGM
14. へっぽこ魔王最強伝説/最終ボス戦ポポイBGM
15. フィーバーモード突入!/フィーバーモードBGM
16. WIN（やったー!）/勝利シングル
17. アミティと飛翔の杖/わくわくコースエンディングBGM
18. のんびりとこぷよ/とことんぷよぷよBGM
19. とことんフィーバー!/とことんフィーバーBGM
20. コンティニューする?/コンティニュー
21. ゲームオーバー!/ゲームオーバー
22. たいへんよくできました/ネームエントリーBGM
23. ラフィーナと先生のごほうび/はらはらコースエンディングBGM
24. STAFF CREDITS OF PUYOPUYO FEVER/スタッフロール
25. チャイム/お知らせシングル
  - 以下、次作『フィーバー2』初出のBGM。
26. フィーバー☆チュー/タイトルテーマ
27. さあ、始めましょう/ネームエントリーBGM
28. すすめ!どんどん/タウンマップBGM
29. おしゃれなお・み・せ/お店BGM
30. ふれあい広場/公園BGM
31. プリサイス博物館/博物館BGM
32. プリンプタウンホール/タウンホールBGM
33. ぷよ漫才〜あやしい系〜/漫才BGM3
34. いつでもワイワイぷよぷよ勝負!/追加対戦BGM
35. フィーバータイム再び!/フィーバーモードBGM
36. 魔導の彗星☆レムレス/レムレス戦漫才BGM（はらはらコース除く）
37. ライジングコメット!/最終ボス戦レムレスBGM
38. お客さまは大切にね。/わくわくコースエンディングBGM
39. とこフィー☆チュー/とことんフィーバーBGM
40. よみがえる古のタマシイ/あやしいクルーク戦漫才BGM
41. 紅き叫びの波動!/最終ボス戦あやしいクルークBGM
42. チューのおもいで☆/はらはらコースエンディングBGM
43. STAFF CREDITS OF FEVER☆CHU!/スタッフロール
44. LAST from PUYOPUYO2
  - 原曲:「魔導の塔で対戦だよ、ぷよぷよ通〜すばやく、てごわい〜」。本編未使用曲。『ぷよぷよ! Puyopuyo 15th anniversary』以降の作品にて、隠し要素や有料DLCなどでフリーたいせん専用BGMとして使用。
45. REQUEST from PUYOPUYO
  - 原曲:「STICKER OF PUYOPUYO」。同上

## 反響
本作は一定の評価を得ることに成功し、続編『ぷよぷよフィーバー2【チュー!】』の販売につながった。
ぷよぷよシリーズの総合ディレクターを務める細山田水紀は、中が『ぷよぷよ』のゲーム性やシステムを高く評価していたことがシリーズにとって非常によかったのではないかと2020年のインタビューの中で振り返っており、ソニックチームの方針がもともとコンパイルが立てていた構想とかみ合ったことも良い影響を与えたと述べている。
発売から間もないころは、従来のファンやコアファンから遊びにくいという声が上がり、イベントなどでも古参のプレイヤーがアルルばかり使うという事態も起きていた。時間がたつにつれ、プロゲーマーのくまちょむなど、アミティらを選択するプレイヤーも出てきた。
ライターの伊藤誠之介は2021年に寄せた記事の中で、自分も含めて大幅な変更を受け入れられなかったファンは多いだろうとしており、新たな世界観を受け入れられるか否かが評価を分けたと述べている。
それでも、伊藤はこれが重大な決断だったとし、世界観の拡大のきっかけとなったとしている。
初心者でも簡単に逆転を狙えるという点から、2018年に発売された『ぷよぷよeスポーツ』には本作のルールに基づいたモードが収録されている。